# الکساندر بوتلروف
الکساندر میخایلوویچ بوتلروف (به روسی: Алекса́ндр Миха́йлович Бу́тлеров) (زادهٔ ۱۵ سپتامبر ۱۸۲۸ - درگذشته ۱۷ اوت ۱۸۸۶) شیمی‌دان روس و از پرورش دهنده‌های اصلی نظریهٔ ساختار شیمیایی (۱۸۶۱-۱۸۵۷) بود. وی نخستین کسی بود که مفهوم پیوند کووالانسی را وارد فرمول‌های ساختاری کرد. او نخستین یابندهٔ هگزامین است (۱۸۵۹) و کسی است که توانست واکنش فورموز (به انگلیسی: Formose reaction) را بدست آورد. دهانهٔ یکی از کوه‌های ماه برای بزرگداشت او بوتلروف نام نهاده شده‌است.
الکساندر بوتلروف در چیستوپول در خانواده‌ای زمین دار به دنیا آمد.

## نگارخانه

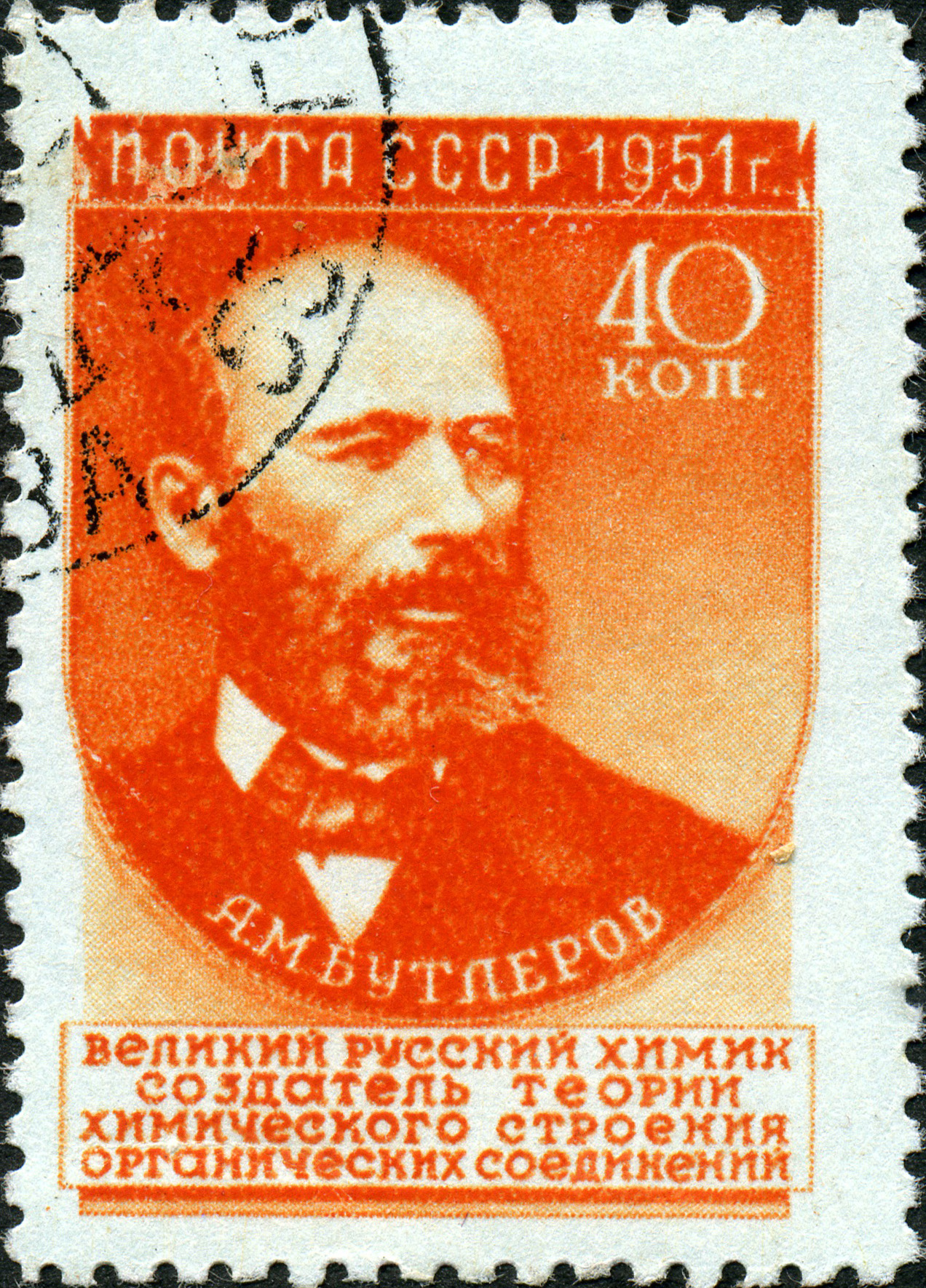